# Saïd Hamulic
Saïd Hamulic (Leiderdorp, 2000. november 12. –) holland labdarúgó, a francia Toulouse középpályása.

## Pályafutása
Hamulic a hollandiai Leiderdorp városában született. Az ifjúsági pályafutását az RCL, az USV Leiden, az Alphense Boys és a Go Ahead Eagles csapataiban kezdte, majd 2020-ban a Quick Boys akadémiájánál folytatta.
2021-ben mutatkozott be a Dainava első osztályban szereplő felnőtt keretében. Még mielőtt a litván klubhoz csatlakozott volna majdnem a walesi Airbus UK Broughtonhoz írt alá, miután az angol és a portugál topligában érdekelt Huddersfield Town és Braga csapatainál játszott próbamérkőzéseken. Először a 2021. március 6-ai, Nevėžis ellen 2–0-ra elvesztett mérkőzésen lépett pályára. Első gólját 2021. április 30-án, a Kauno Žalgiris ellen 5–1-es vereséggel zárult találkozón szerezte meg. 2022 első felében a bolgár Botev Plovdiv II és a litván Sūduva csapatainál szerepelt kölcsönben.
2022. július 12-én kétéves szerződést kötött a lengyel Stal Mielec együttesével. 2022. július 16-án, a Lech Poznań ellen 2–0-ra megnyert bajnoki 65. percében, Mikołaj Lebedyńskit váltva debütált. 2022. július 25-én, a Radomiak ellen 1–1-es döntetlennel zárult mérkőzésen Hamulic szerezte meg az egyenlítő gólt. 2023. január 24-én a francia első osztályban érdekelt Toulouse-hoz írt alá.

## Statisztikák
2022. november 11. szerint
| Klub                          | Szezon   | Osztály     | Bajnokság | Bajnokság | Kupa  | Kupa | Nemzetközi | Nemzetközi | Összesen | Összesen |
| Klub                          | Szezon   | Osztály     | Meccs     | Gól       | Meccs | Gól  | Meccs      | Gól        | Meccs    | Gól      |
| ----------------------------- | -------- | ----------- | --------- | --------- | ----- | ---- | ---------- | ---------- | -------- | -------- |
| Dainava                       | 2021     | A Lyga      | 36        | 16        | 2     | 0    | —          | —          | 38       | 16       |
| Botev Plovdiv II (kölcsönben) | 2021–22  | Vtora liga  | 1         | 0         | 0     | 0    | —          | —          | 1        | 0        |
| Sūduva (kölcsönben)           | 2022     | A Lyga      | 13        | 6         | 1     | 1    | —          | —          | 14       | 7        |
| Stal Mielec                   | 2022–23  | Ekstraklasa | 17        | 9         | 2     | 0    | —          | —          | 19       | 9        |
| Összesen                      | Összesen | Összesen    | 67        | 31        | 5     | 1    | 0          | 0          | 72       | 32       |